# Das Ende einer Affäre (Roman)
Das Ende einer Affäre (Originaltitel The End of the Affair) ist ein Roman des britischen Schriftstellers Graham Greene aus dem Jahr 1951. Ausgehend von einer außerehelichen Affäre in London während des Zweiten Weltkriegs wirft Greene Fragen nach der Liebe und dem Glauben auf. Der Roman wurde 1955 und 1999 verfilmt.

## Inhalt
Im Januar 1946 trifft der aufstrebende Schriftsteller Maurice Bendrix nach über einem Jahr einen alten Bekannten wieder, den Staatsbeamten Henry Miles. Bald dreht sich das Gespräch um Miles’ Frau Sarah. Henry fürchtet, dass seine Frau ihn betrügt, weswegen er mit dem Gedanken spielt, einen Privatdetektiv einzuschalten. Die Nachricht reißt in Bendrix alte Wunden auf, denn tatsächlich hatte er ohne Wissen Henrys von 1939 bis 1944 eine Affäre mit Sarah. Die immer wieder durch seine Eifersucht belastete Beziehung endete im Juni 1944 nach einem deutschen Raketenangriff auf London abrupt. Seither hat Bendrix Sarah nicht wieder gesehen, bis er ihr noch am gleichen Abend in Henrys Haus begegnet.
Die Vorstellung, Sarah könne einen neuen Liebhaber haben, lässt Bendrix nicht mehr los, und so ist er es, der statt Miles einen Detektiv engagiert. Obwohl sich Mr. Parkis, der bei seinen Observationen stets von seinem 12-jährigen Sohn begleitet wird, eher tollpatschig anstellt, findet er am Ende heraus, dass Sarah regelmäßig einen Mann namens Richard Smythe besucht. Doch dieser ist nicht ihr Liebhaber, sondern ein Atheist, der Lebensberatung gibt. Sarah hofft, er könne sie von der Nichtexistenz Gottes überzeugen, doch all seine Bekehrungsversuche treiben sie bloß mehr und mehr zum Katholizismus.
Durch Sarahs Tagebuch erfährt Bendrix vom Konflikt ihres Lebens: Am 16. Juni 1944, dem Tag ihres letzten Rendezvous, schlug eine Rakete in sein Haus ein. Sarah glaubte, der bewusstlose Bendrix sei gestorben, und betete verzweifelt zu einem Gott, an den sie nicht glaubte. Schließlich legte sie das Versprechen ab, ihre Affäre zu beenden, wenn ihr Liebhaber wieder zum Leben erweckt werde. Nachdem Bendrix zu Bewusstsein gekommen war, fühlte sie sich an ihr Gelübde gebunden und verließ ihn noch am gleichen Tag. Ihre Liebe zu ihm verlor sie nie, doch sie fühlte sich an ihren Mann und ihr Versprechen gebunden. Ihrem Dilemma glaubte sie nur durch eine Hinwendung zu Gott und schließlich durch den Tod entrinnen zu können. Nachdem er von ihrer fortdauernden Liebe erfahren hat, hofft Bendrix, Sarah zurückzugewinnen, bis Henry ihm mitteilt, dass sie an einer Lungenentzündung gestorben ist, die sie sich mutwillig am Januarabend ihrer letzten Begegnung zugezogen hat.
Obwohl Henry inzwischen von der Affäre seiner Frau weiß, lädt er Bendrix ein, bei ihm zu wohnen. Er, der seine Frau stets geliebt hat, ohne ihr Erfüllung bereiten zu können, möchte ihr wenigstens in gemeinsamen Gesprächen mit ihrem Liebhaber nahe sein. Hadernd mit einem Gott, dem Sarah erst ihre Liebe und dann ihr Leben geopfert hat, verhindert Bendrix gegen ihren letzten Willen eine katholische Bestattung. In den folgenden Tagen reihen sich einige unerklärliche Phänomene aneinander, die die Betroffenen – Parkis’ genesener Sohn und der bekehrte Smythe – auf den Einfluss der Verstorbenen zurückführen. Selbst Bendrix erkennt am Ende die Existenz Gottes an, doch alles, was er ihm nach dem Erlebten entgegenbringen kann, ist nicht Liebe, sondern Hass.

## Hintergrund
The End of the Affair zählt zu Greenes so genannten „katholischen Romanen“ („catholic novels“), in denen der zum katholischen Glauben konvertierte Autor moralische Fragen und Konflikte vor einem dezidiert katholischen Glaubens- und Wertesystem untersucht. In diese Reihe gehören auch Brighton Rock (1938, Am Abgrund des Lebens), The Power and the Glory (1940, Die Kraft und die Herrlichkeit) und The Heart of the Matter (1948, Das Herz aller Dinge).
Die Dreiecksbeziehung im Roman basiert auf Greenes eigener langjähriger Liebesaffäre mit Catherine Walston, der Ehefrau des britischen Landwirtes und Politikers Henry Walston, die auch durch Erscheinen des Buches nicht beendet wurde. Greene widmete die britische Ausgabe „C.“, während die amerikanische Ausgabe den Namen „Catherine“ ausschrieb.
The End of the Affair gehört in Greenes eher traditionellem Werk zu seinen experimentellsten Arbeiten und beinhaltet Sprünge zwischen unterschiedlichen Perspektiven und Zeitebenen sowie eine lange Tagebuchpassage, die Sarah direkt an Gott richtet. Allerdings hat die Auflösung des Romans ihm häufig Kritik an der Glaubwürdigkeit und Überanstrengung des Geschehens sowie der Banalität von Sarahs Konversion eingebracht.

## Adaptionen
Nach Greenes Romanvorlage entstanden zwei Spielfilme. In der Produktion aus dem Jahr 1955 mit dem deutschen Titel Das Ende einer Affaire spielten Deborah Kerr, Van Johnson, John Mills, Peter Cushing und Michael Goodliffe unter der Regie von Edward Dmytryk. 1999 verfilmte Neil Jordan den Roman als Das Ende einer Affäre mit Ralph Fiennes, Stephen Rea, Julianne Moore, Jason Isaacs und Ian Hart.
Im Jahr 2004 wurde die Oper The End of the Affair von Jake Heggie an der Houston Grand Opera uraufgeführt.
2012 brachte Audible.com ein Hörbuch des Romans, gelesen von Colin Firth, heraus, das 2013 als Audiobook of the Year ausgezeichnet wurde.

## Sonstiges
Der Roman belegt auf einer Liste der 100 besten Romane, die der Guardian am 26. Januar 2015 herausgebracht hat, Platz 71. Außerdem steht er auf der Liste „1000 novels everyone must read: the definitive list“, die der Guardian im Januar 2009 erstellt hat.

## Ausgaben
- Graham Greene: The End of the Affair. Heinemann, London 1951.
- Graham Greene: The End of the Affair. With an introduction by Monica Ali. London: Vintage books 2004.
- Graham Greene: Der Ausgangspunkt. Übersetzung von Walther Puchwein. Zsolnay, Wien 1951.
- Graham Greene: Das Ende einer Affäre. Übersetzung von Walther Puchwein. Zsolnay, Wien 1953.
- Graham Greene: Das Ende einer Affäre. Übersetzung von Walther Puchwein. Rowohlt, Hamburg 1955.
- Graham Greene: Das Ende einer Affäre. Übersetzung von Edith Walter. Bechtermünz, Augsburg 1998.
- Graham Greene: Das Ende einer Affäre. Übersetzung von Edith Walter. dtv, München 2000.